# Sherrod Brown

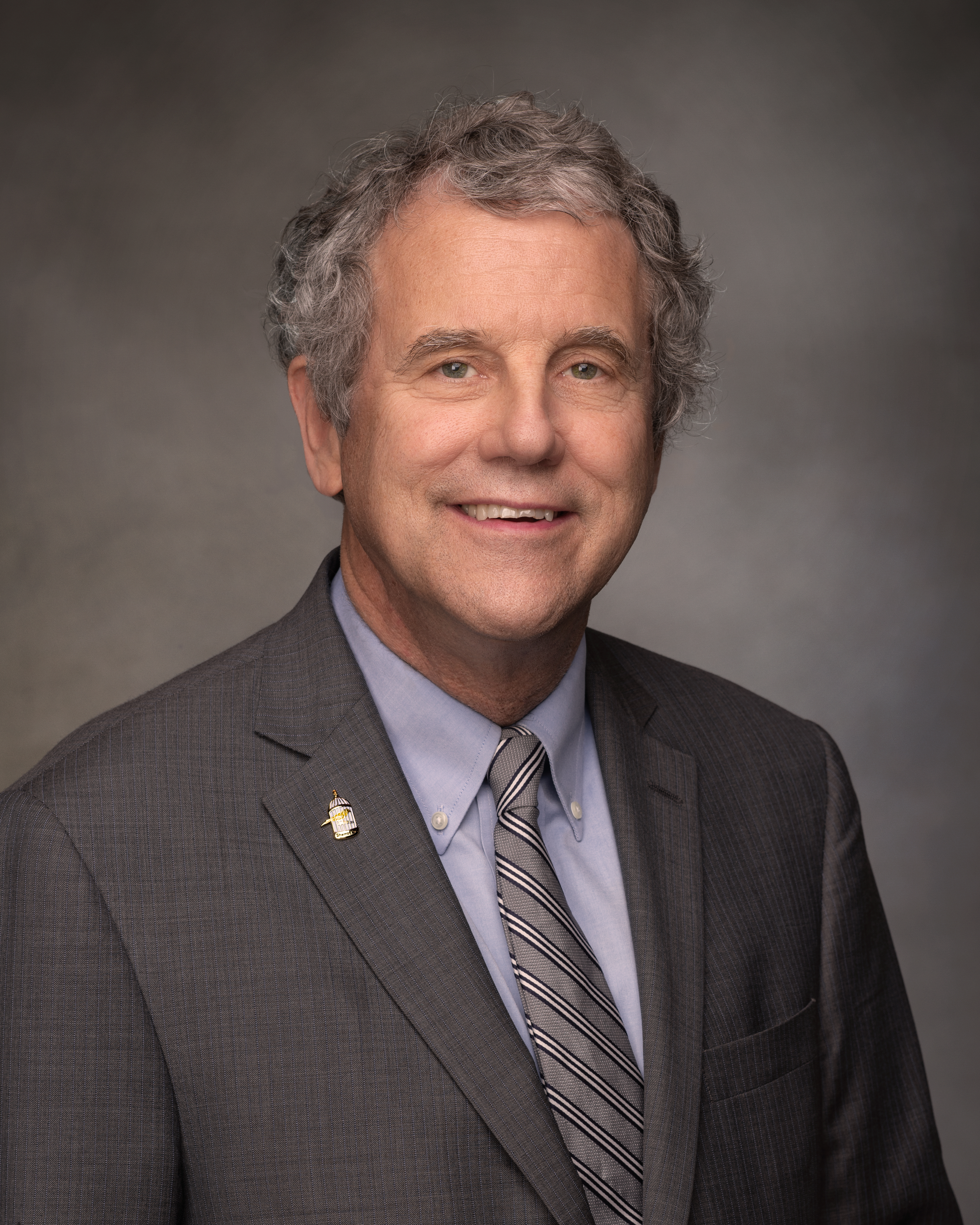
Sherrod Brown (2021)

Sherrod Campbell Brown (* 9. November 1952 in Mansfield, Ohio) ist ein US-amerikanischer Politiker der Demokratischen Partei und ehemaliges Mitglied des US-Senats für den Bundesstaat Ohio.

## Leben
Brown, der einer der ELCA angehörenden lutherischen Familie entstammt, erwarb an der Yale University 1974 nach dem Studium der Slawistik den Bachelor of Arts. Sein Studium setzte er an der Ohio State University in Columbus fort und erhielt 1981 den Master of Arts. Von 1979 bis 1981 unterrichtete er an der Mansfield-Abteilung der Ohio State University.
Aus einer ersten Ehe mit Larke Ummel Recchie hat er zwei Töchter. Brown ist in zweiter Ehe mit der Kolumnistin Connie Schultz, einer Pulitzer-Preis-Gewinnerin, verheiratet, die bei der Zeitung Plain Dealer tätig ist. Gemeinsam haben sie zwei weitere Kinder.

## Politik
Von 1975 bis 1982 saß Brown als demokratischer Vertreter im Repräsentantenhaus von Ohio. Anschließend übte er von 1983 bis 1991 das Amt des Secretary of State von Ohio aus. 1992 gewann Brown einen Sitz im Repräsentantenhaus der Vereinigten Staaten, dem er ununterbrochen als Vertreter des 13. Kongresswahlbezirks bis Januar 2007 angehörte.
Bei den Senatswahlen am 7. November 2006 gewann Brown den Senatssitz mit 56 % zu 44 % gegen Mike DeWine. Bei der Wahl 2012 konnte er seinen Sitz verteidigen, ebenso bei der Wahl 2018, bei der Brown den bisherigen Kongressabgeordneten Jim Renacci mit 53 zu 47 Prozent schlug. Brown war Mitglied des Ethikausschusses und des Veteranenausschusses.
Brown galt zeitweise als möglicher Kandidat der Demokraten für die Präsidentschaftswahl 2020. Nach seinem Senatswahlsieg 2018 machte er seine Überlegung anzutreten öffentlich. Am 7. März 2019 erklärte er jedoch, 2020 nicht zu kandidieren.
Bei den Senatswahlen am 5. November 2024 verlor er gegen den Republikaner Bernie Moreno mit 50,2 % zu 46,6 % und schied am 3. Januar 2025 aus dem Senat aus.
Am 18. August 2025 teilte Brown mit, dass er zur Senatswahl im November 2026 gegen den als Nachfolger von J. D. Vance ernannten Senator Jon Husted antrete.

## Werke
- Congress from the Inside: Observations from the Majority and the Minority, Kent (OH) u. a.: The Kent State University Press 2004, ISBN 0-87338-630-2.
- Myths of Free Trade: Why American Trade Policy Has Failed, New York (NY) u. a.: New Press 2004, ISBN 1-56584-928-0.
- Desk 88: Eight Progressive Senators Who Changed America, New York (NY): Farrar, Straus and Giroux 2019, ISBN 0-37413-821-4.